# سوبر بومبرمان 3
سوبر بومبرمان 3 (スーパーボンバーマン3 باليابانية (كاتاكانا) و Super Bomberman 3 بالإنجليزية) هي لعبة فيديو طورتها هادسن سوفت. أصدرت لنظام الألعاب سوبر نينتندو إنترتينمنت سيستم (SNES) في 1995. هي ثالث ألعاب سلسلة بومبرمان على النظام. يمكن أن يصل عدد اللاعبين في نفس الوقت إلى خمسة. أصدرت في اليابان ومنطقة بال، لكن ليس في أمريكا الشمالية.

## الشخصيات
تحسنت هذه اللعبة كثيرا على سوبر بومبرمان 2 بإضافة شخصيات أكثر من بلدان مختلفة:
- شيروبون
- كوروبون
- المفجرة الجميلة - فرنسا
- المفجر المعدني - إنجلترا
- المفجر المكسيكي
- المفجر تشِن - صين
- المفجر القوقازي - روسيا
- المفجر البربري - كينيا
- الولد المفجر - الولايات المتحدة

## رُووِي (Rooey)
في هذه اللعبة بيوض تفقص إلى كناغر حين الوصول إليها، لها مهارات وإمكانيات مختلفة. كمثال:
- يمكِن الكنغرَ الأزرق ركل القنبلة بعيدا.
- يمكن الأخضر الإسراع من جانب في الميدان إلى آخر.
- يمكن البني وضع أقصى عدد من القنابل في خط مستقيم في الإتجاه المواجَه.
- يمكن الوردي القفز طابوقة واحدة حدا أقصى لتجاوز الحواجز أو لتفادي الموت بسبب انفجار.
- يمكن الكنغر الأصفر ركل الحواجز القابلة للاحتراق بعيدا.

## النقّاد
أعطت فاميتسو اللعبة نقطة 28 من 40.

## وصلات خارجية
- Super Bomberman 3 على موبي جيمز